# Tutkarz cygarowiec
Tutkarz cygarowiec (Byctiscus betulae) – gatunek chrząszcza z rodziny tutkarzowatych i plemienia Byctiscini.

## Opis
Ciało długości od 4,8 do 7 mm, zielone, złotawozielone, niebieskozielone, niebieskie lub fioletowe. Dołek między oczami szeroki, płytki, o dnie wyposażonym w drobne, owalne punkty tworzące podłużne zmarszczki. W końcowej części pokryw obecne są drobne, jasne, przylegające włoski.

## Biologia i ekologia
Gatunek wielożerny. Podawany z olsz, brzóz, grabów, buków, jabłoni, topoli, gruszy, leszczyn i głogów.
Samica składa jaja do tulejek uformowanych z jednego lub czasem kilku liści, gdzie larwy rozwijają się i żerują przez 20-25 dni. Po wypadnięciu na glebę, ulegają przepoczwarzeniu w jej wierzchniej części. Młode osobniki pokazują się w sierpniu i zimują w glebie. Osobniki dorosłe pojawiają się maju lub kwietniu i spotykane są do końca września. 

## Rozprzestrzenienie
Gatunek zasiedla Europę, gdzie sięga za północne koło podbiegunowe, Syberię, Azję Mniejszą, Azję Środkową i północne Chiny. W całej Polsce pospolity, od nizin po niższe góry.